# روجر أولسون
روجر أولسون (بالإنجليزية: Roger E. Olson)‏ هو أستاذ جامعي أمريكي، ولد في 2 فبراير 1952 في دي موين في الولايات المتحدة.